# (27364) 2000 EJ14
2000 إي جاي 14 (ويعرف أيضًا باسم (27364) 2000 إي جاي 14 وفق تسمية الكوكب الصغير) (بالإنجليزية: 2000 EJ14)‏ هو كويكب ضمن حزام الكويكبات؛ وترتيبه 27364 من حيث الاكتشاف.
اكتُشف هذا الجُرم الفلكي بواسطة Andrea Boattini ‏ في 3 مارس 2000.

## وصلات خارجية
- (27364) 2000 EJ14 في قاعدة بيانات مختبر الدفع النفاث لأجرام النظام الشمسي الصغيرة

- الاكتشاف · مخطط المدار ·  العناصر المدارية · المعلمات المادية

- (27364) 2000 EJ14 على موقع ويكي سكاي: DSS2, SDSS, GALEX, IRAS, Hydrogen α, X-Ray, Astrophoto, Sky Map, Articles and images